# Palácio 29 de Março
O Palácio 29 de Março é a sede da Prefeitura Municipal de Curitiba.
Antes de sua inauguração, a Prefeitura ocupou o prédio histórico do atual Paço da Liberdade, na Praça Generoso Marques, entre 6 de fevereiro de 1916 a 13 de novembro de 1969.
Projetado por Rubens Meister, o Palácio 29 de Março foi inaugurado pelo prefeito e engenheiro sanitarista Omar Sabbag, no dia 14 de novembro de 1969. Ele foi o último prefeito a ocupar o Palácio da Liberdade e permaneceu no poder até 1971.
O Palácio 29 de Março recebeu esse nome em homenagem à data de fundação de Curitiba, ocorrida em 29 de março de 1693, quando foi denominada Vila Nossa Senhora da Luz dos Pinhais.
Está localizado no Centro Cívico, na Avenida Cândido de Abreu, 817.